# Nicolaas Bloembergen
Nicolaas Bloembergen (11. března 1920, Dordrecht, Nizozemsko – 5. září 2017, Tucson, Arizona, USA) byl americký fyzik a laureát Nobelovy ceny za fyziku nizozemského původu.

## Život
Titul Ph.D. získal v roce 1948 na Univerzitě v Leidenu. Když pracoval na svém doktorátu na Harvardu, pracoval také na částečný úvazek jako výzkumný asistent pro Edwarda Millse Purcella v Radiační laboratoři MIT.  Na Harvardu se stal také profesorem.
Roku 1978 obdržel Lorentzovu medaili a roku 1981 Nobelovu cenu za fyziku, společně s Arthurem Schawlowem a Kai Siegbahn za jejich práci na laserové spektroskopii. Bloembergen a Schawlow zkoumali vlastnosti hmoty nedetekovatelné bez laserů. Dříve již modifikoval maser Charlese Townse. Bloembergen pracuje v současnosti na University of Arizona.